# Торос, Аннелиес
Аннелиес Торос, (6.3.1995), Антверпен, Бельгия — бельгийская модель, выигравшая конкурс Мисс Бельгия 2015.
Имеет двойное гражданство Венгрии и Бельгии  . В настоящее время она работает по контракту с брюссельским модельным агентством "Models Office".

## Биография

### Детство и юность
Аннелис Торёш, родилась 6 марта 1995 г. в Берхеме ,  провинция Антверпен . Её отец - венгр, а мать - бельгийка . Обожала танцы, с четырёх до шестнадцати лет занималась балетом, но бросила из-за учёбы в школе. Проходила курсы общения в школе "Artesis Plantijn Hogeschool" в Антверпене .
В пятнадцать лет она начала модельную карьеру после того, как её заметили на улице Антверпена. Работает моделью в Бельгии, Франции, Нидерландах, Англии, Португалии, Тунисе, Египте и США. Аннелис позирует для обложек нескольких журналов и снимается в нескольких рекламных роликах, таких как "Red Bull" и "Ice tea".

## Мисс Вселенная 2015
Кроме того, она представляла Бельгию на конкурсе Мисс Вселенная 2015 21 декабрь 2015 на Лас-Вегас, где она вошла в Топ-15.